# Matemale
Pour la station de sports d'hiver, voir Matemale (station).
Matemale  (Matamala en catalan) est une commune française, située dans l'ouest du département des Pyrénées-Orientales en région Occitanie. Sur le plan historique et culturel, la commune est dans le pays du Capcir, un haut plateau constitué d'une ancienne cuvette glaciaire resserrée entre les massifs granitiques du Carlit et du Madrès.
Exposée à un climat de montagne, elle est drainée par l'Aude et par divers autres petits cours d'eau. Incluse dans le parc naturel régional des Pyrénées catalanes, la commune possède un patrimoine naturel remarquable : trois sites Natura 2000 (le « massif du Madres-Coronat », le « massif de Madres-Coronat » et « Capcir, Carlit et Campcardos ») et sept zones naturelles d'intérêt écologique, faunistique et floristique.
Matemale est une commune rurale qui compte 279 habitants en 2022, après avoir connu une forte hausse de la population depuis 1975. Ses habitants sont appelés les Matemalois ou  Matemaloises.

## Géographie

### Localisation
La commune de Matemale se trouve dans le département des Pyrénées-Orientales, en région Occitanie.
Elle se situe à 65 km à vol d'oiseau de Perpignan, préfecture du département, et à 25 km de Prades, sous-préfecture.
Les communes les plus proches sont : 
Formiguères (3,4 km), Les Angles (3,8 km), Caudiès-de-Conflent (4,1 km), Sansa (4,8 km), Réal (5,0 km), Railleu (5,2 km), Ayguatébia-Talau (5,6 km), Fontrabiouse (5,8 km).
Sur le plan historique et culturel, Matemale fait partie de la région du Capcir, un haut plateau situé à plus de  1 400 m d'altitude, constitué d'une ancienne cuvette glaciaire resserrée entre les massifs granitiques du Carlit et du Madrès.

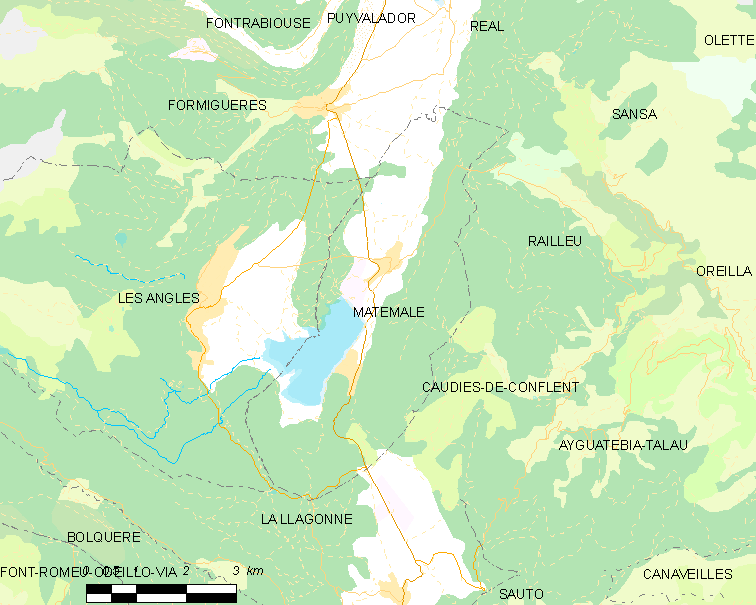
Situation de la commune.

|            | Formiguères | Sansa (par un quadripoint) |
| Les Angles | Matemale    | Railleu                    |
|            | La Llagonne | Caudiès-de-Conflent        |

### Géologie et relief

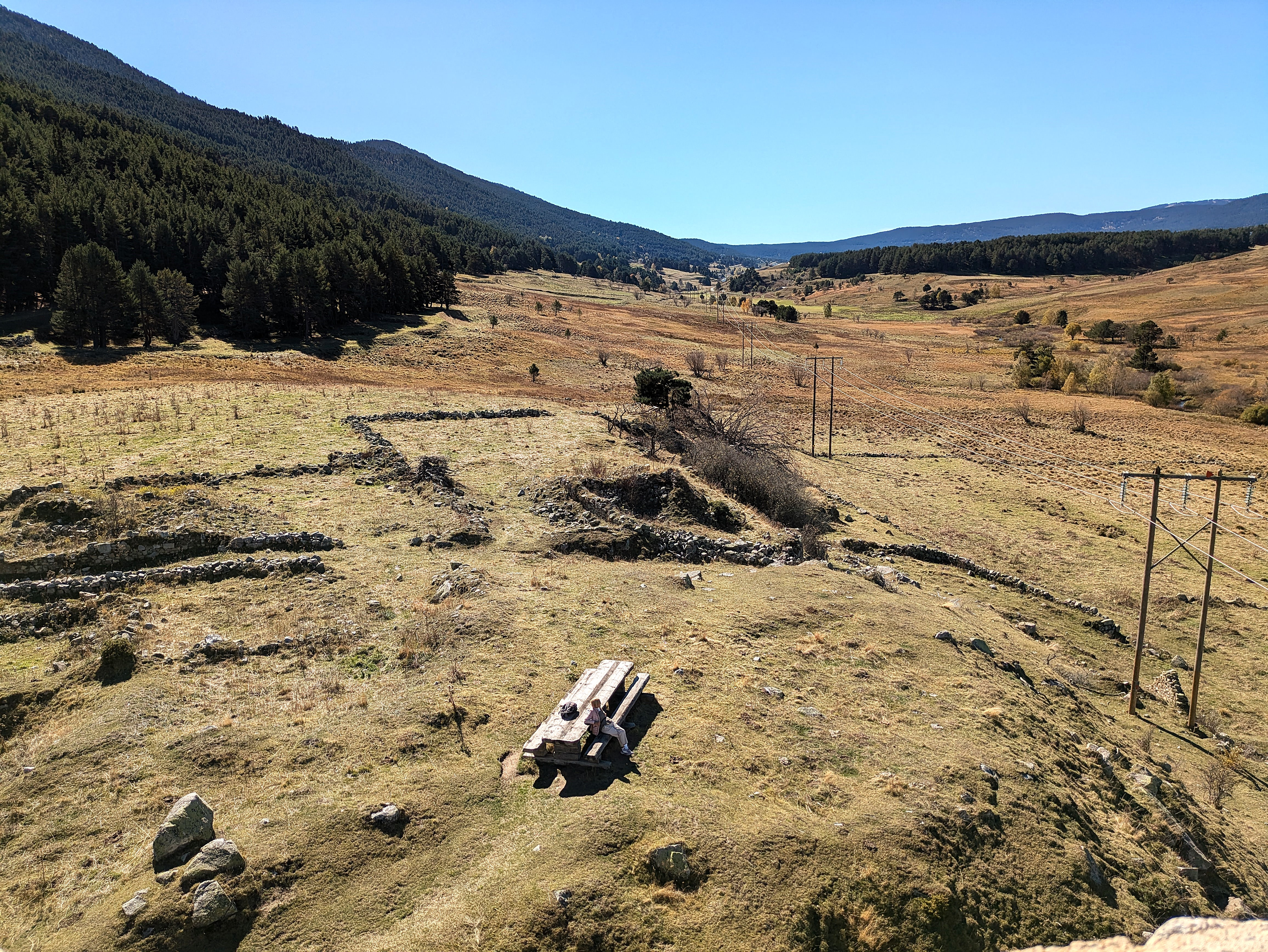
La vallée de l'Aude dans la partie nord de la commune, vue depuis la Tour de Creu. La faille du Capcir suit approximativement la ligne du pied de la forêt à gauche. De là s'élève le massif granitique hercynien de Mont-Louis. La vallée en amont repose sur des dépôts récents, principalement quaternaires. La tour et l'ancien village de Creu, situé en contrebas de la tour, ont été construits sur un affleurement de granit légèrement détaché.

Une grande partie de la commune se trouve dans le hémigraben du Capcir, un bassin tectonique qui s'est formé au cours des derniers dix millions d'années (ou moins). Ce bassin est nettement délimité sur son côté est par un escarpement de nord-sud d'environ 400 mètres de hauteur qui s'élève au-dessus d'une ligne de faille reliant Odeillo, Réal et Matemale,.
La commune est classée en zone de sismicité 4, correspondant à une sismicité moyenne.

### Hydrographie

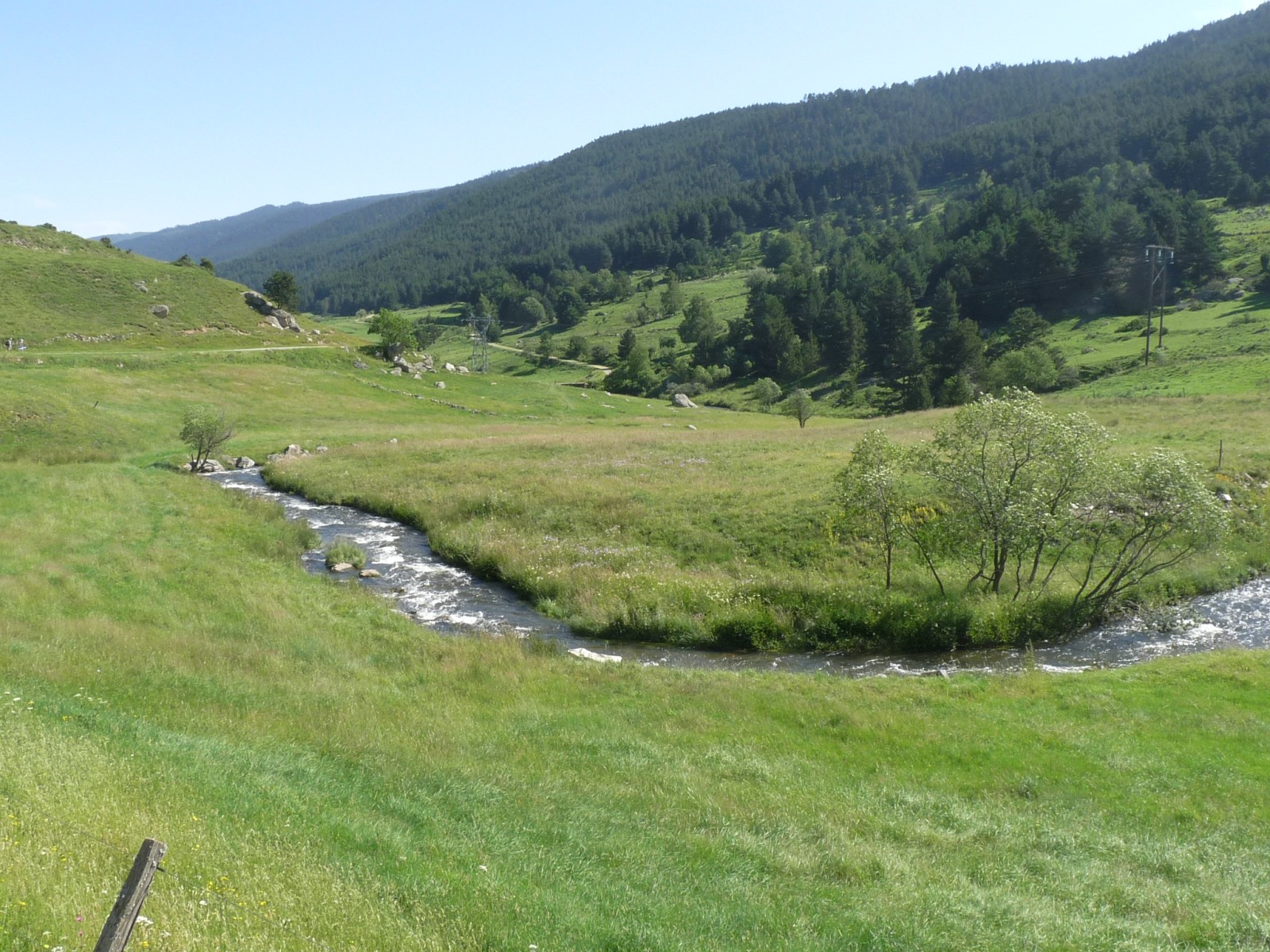
L'Aude en aval du bourg

Le lac de Matemale est un lac artificiel de 235 hectares, que Matemale partage avec la commune des Angles.
Le village est traversé par l'Aude, qui alimente aussi le lac.

### Climat
Pour des articles plus généraux, voir Climat de l'Occitanie et Climat des Pyrénées-Orientales.
En 2010, le climat de la commune est de type climat des marges montargnardes, selon une étude du CNRS s'appuyant sur une série de données couvrant la période 1971-2000. En 2020, Météo-France publie une typologie des climats de la France métropolitaine dans laquelle la commune est exposée à un climat de montagne ou de marges de montagne et est dans la région climatique Pyrénées orientales, caractérisée par une faible pluviométrie, un très bon ensoleillement (2 600 h/an), un air sec, particulièrement en hiver et peu de brouillards.
Pour la période 1971-2000, la température annuelle moyenne est de 7,7 °C, avec une amplitude thermique annuelle de 14,7 °C. Le cumul annuel moyen de précipitations est de 809 mm, avec 7,4 jours de précipitations en janvier et 6,1 jours en juillet. Pour la période 1991-2020, la température moyenne annuelle observée sur la station météorologique la plus proche, située sur la commune de Formiguères à 3 km à vol d'oiseau, est de 7,6 °C et le cumul annuel moyen de précipitations est de 737,3 mm,. Pour l'avenir, les paramètres climatiques de la commune estimés pour 2050 selon différents scénarios d’émission de gaz à effet de serre sont consultables sur un site dédié publié par Météo-France en novembre 2022.

### Milieux naturels et biodiversité

#### Espaces protégés
La protection réglementaire est le mode d’intervention le plus fort pour préserver des espaces naturels remarquables et leur biodiversité associée,.
Un  espace protégé est présent sur la commune : 
le parc naturel régional des Pyrénées catalanes, créé en 2004 et d'une superficie de 139 062 ha, qui s'étend sur 66 communes du département. Ce territoire s'étage des fonds maraîchers et fruitiers des vallées de basse altitude aux plus hauts sommets des Pyrénées-Orientales en passant par les grands massifs de garrigue et de forêt méditerranéenne,.

#### Réseau Natura 2000

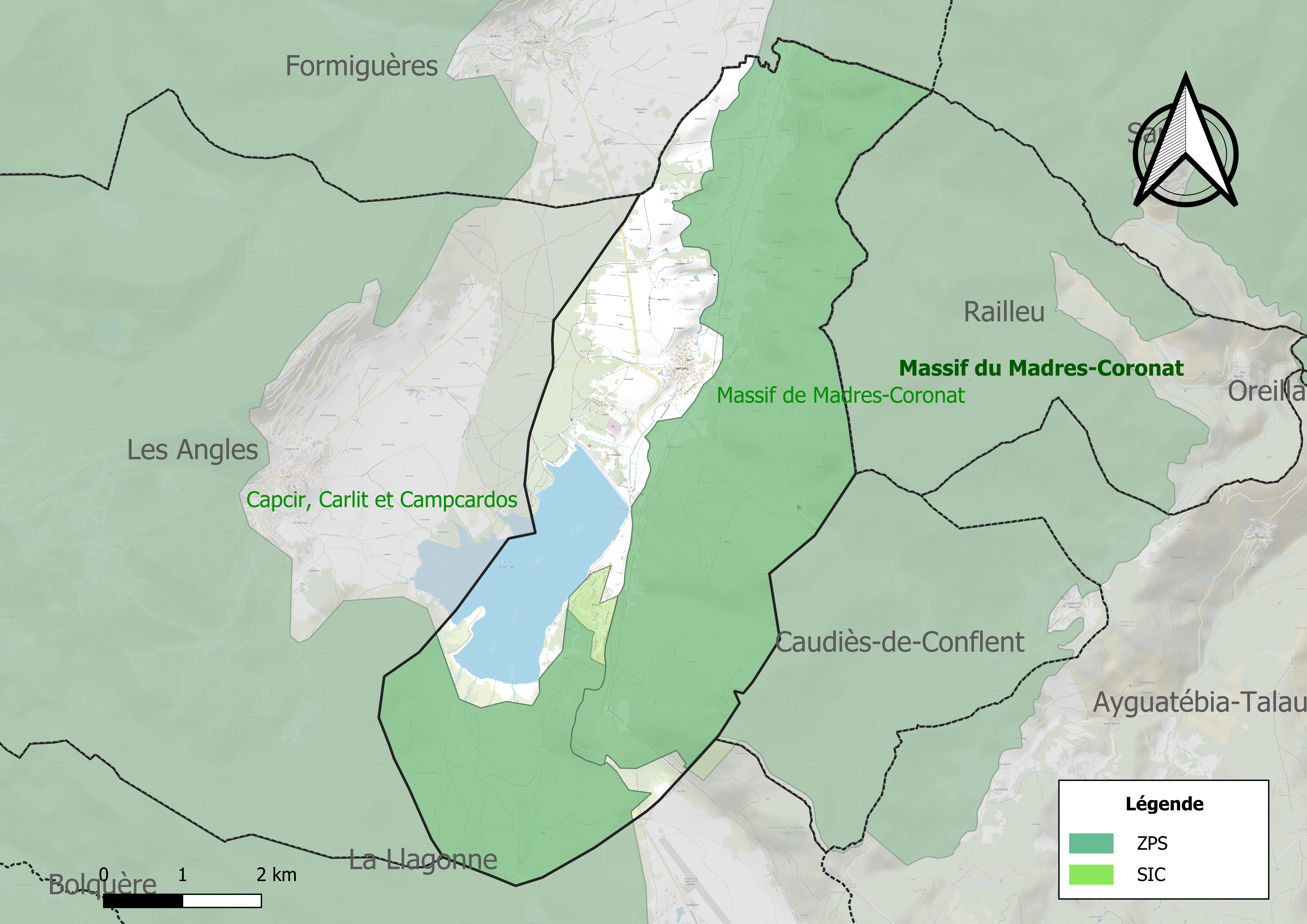
Sites Natura 2000 sur le territoire communal.

Le réseau Natura 2000 est un réseau écologique européen de sites naturels d'intérêt écologique élaboré à partir des directives habitats et oiseaux, constitué de zones spéciales de conservation (ZSC) et de zones de protection spéciale (ZPS).
Deux sites Natura 2000 ont été définis sur la commune, à la fois au titre de la directive habitats et de la directive oiseaux : massif de Madres-Coronat et Capcir-Carlit-Campcardos.
Le massif de Madres-Coronat, d'une superficie de 21 363 ha, offre une multitude de faciès de végétation avec aussi bien des garrigues supra-méditerranéennes, des pinèdes à Pin sylvestre ou à Pin à crochet, que des hêtraies pures ou des hêtraies-sapinières, des landes à Genêt purgatif ou à Rhododendron, ou encore des pelouses alpines. De plus, il présente un fort intérêt écologique pour 17 espèces inscrites à l'annexe I de la directive oiseaux, dont le Gypaète barbu.
Le site Natura 2000 Capcir-Carlit-Campcardos couvre une superficie de 39 760 ha sur le territoire de quinze communes du département dont celle-ci. Cette zone présente de nombreux habitats naturels alpins (pelouses, landes) et des milieux rocheux majoritairement siliceux et héberge certaines espèces d'intérêt communautaire : Botrychium simplex, Ligularia sibirica pour les plantes, Desman des Pyrénées et Loche pour les animaux. Au titre de la directive oiseaux, elle recèle une grande diversité d'habitats naturels se traduisant par un patrimoine ornithologique remarquable puisqu'elle accueille la plupart des espèces caractéristiques des zones de montagne, que ce soit parmi les rapaces (Gypaète barbu, Circaète Jean-le-Blanc, aigle royal, Faucon pèlerin), les galliformes (Lagopède, grand Tétras) ou les espèces forestières (Pic noir) et d'autres de milieux plus ouverts,.

#### Zones naturelles d'intérêt écologique, faunistique et floristique
L’inventaire des zones naturelles d'intérêt écologique, faunistique et floristique (ZNIEFF) a pour objectif de réaliser une couverture des zones les plus intéressantes sur le plan écologique, essentiellement dans la perspective d’améliorer la connaissance du patrimoine naturel national et de fournir aux différents décideurs un outil d’aide à la prise en compte de l’environnement dans l’aménagement du territoire.
Quatre ZNIEFF de type 1 sont recensées sur la commune :
- la « forêt de la Matte » (260 ha), couvrant 3 communes du département[25] ;
- les « prairies du Col de la Quillane » (230 ha), couvrant 2 communes du département[26] ;
- les « prairies humides de Matemale à Villanova » (324 ha), couvrant 2 communes du département[27] ;
- les « prairies humides du lac de Matemale » (79 ha), couvrant 2 communes du département[28] ;

et trois ZNIEFF de type 2, : 
- les « Capcir » (3 227 ha), couvrant 6 communes du département[29] ;
- la « forêt de pins à crochets de la périphérie du Capcir » (13 788 ha), couvrant 12 communes du département[30] ;
- le « versant sud du massif du Madres » (27 267 ha), couvrant 27 communes du département[31].

Carte des ZNIEFF de type 1 et 2 à Matemale.
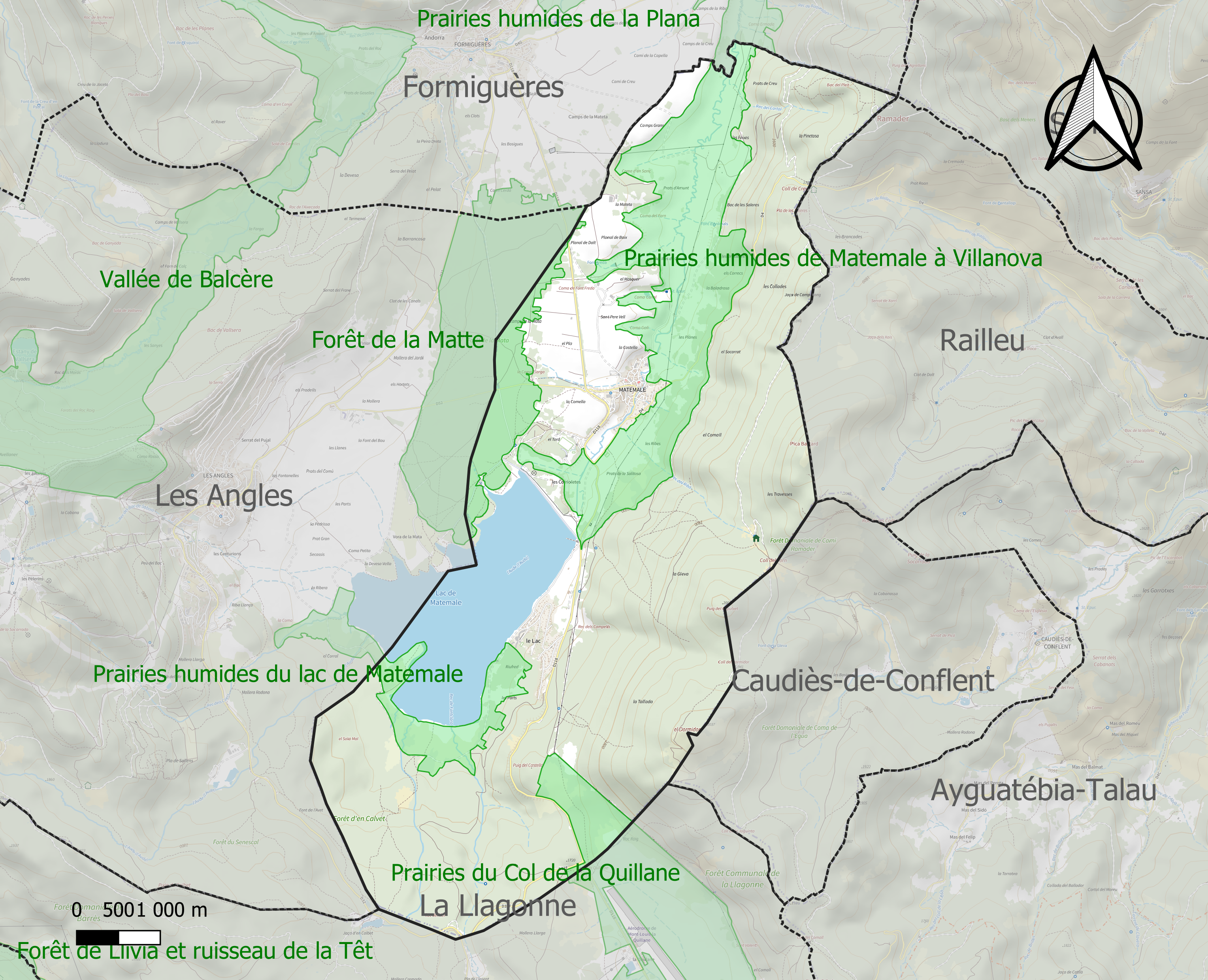
Carte des ZNIEFF de type 1 sur la commune.
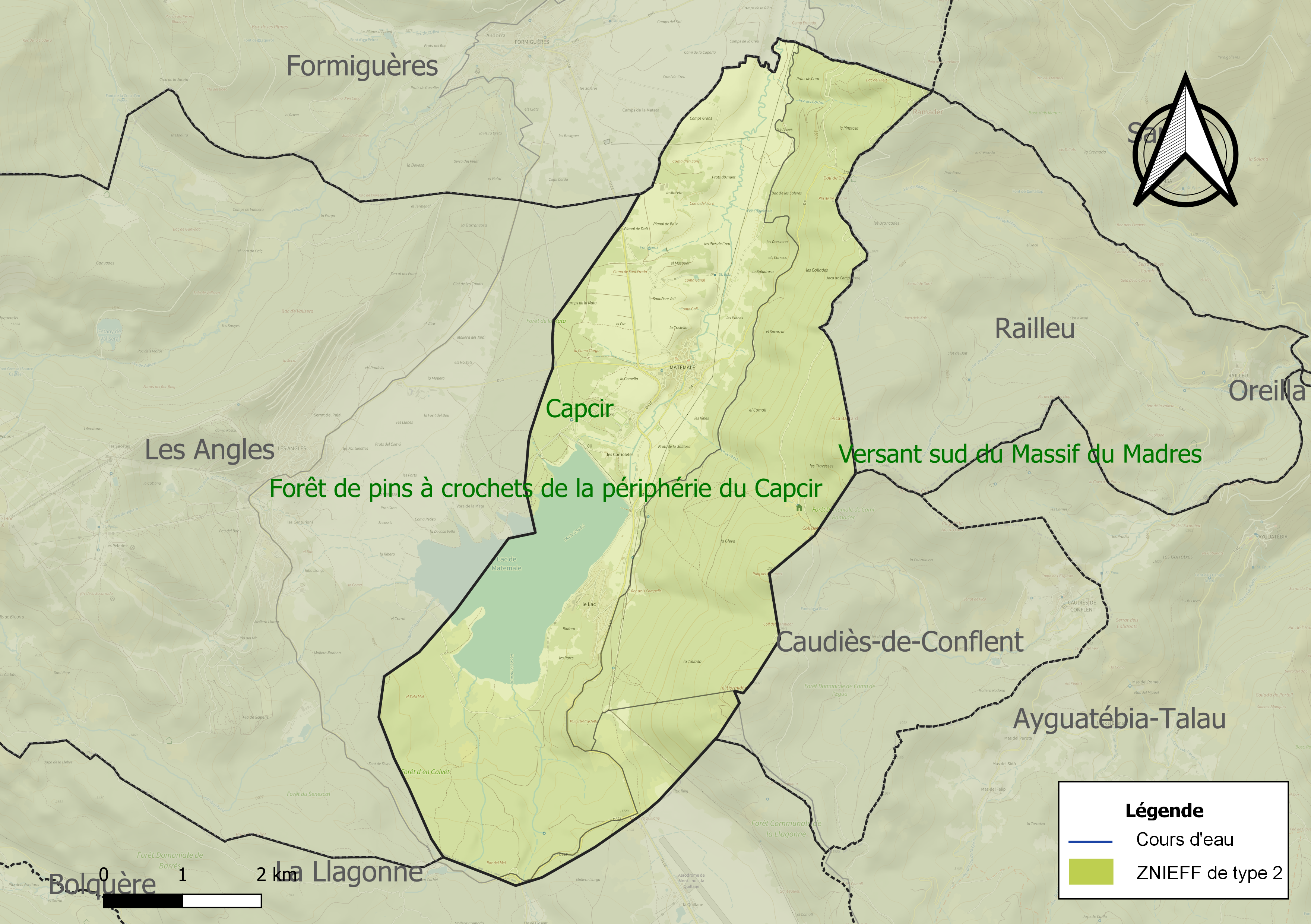
Carte des ZNIEFF de type 2 sur la commune.

## Urbanisme

### Typologie
Au 1er janvier 2024, Matemale est catégorisée commune rurale à habitat dispersé, selon la nouvelle grille communale de densité à sept niveaux définie par l'Insee en 2022.
Elle est située hors unité urbaine et hors attraction des villes,.

### Occupation des sols
L'occupation des sols de la commune, telle qu'elle ressort de la base de données européenne d’occupation biophysique des sols Corine Land Cover (CLC), est marquée par l'importance des forêts et milieux semi-naturels (64,5 % en 2018), en augmentation par rapport à 1990 (63,2 %). La répartition détaillée en 2018 est la suivante : 
forêts (62,6 %), prairies (14,8 %), eaux continentales (8,2 %), zones agricoles hétérogènes (7,8 %), zones urbanisées (2,6 %), espaces verts artificialisés, non agricoles (2 %), milieux à végétation arbustive et/ou herbacée (1,9 %). L'évolution de l’occupation des sols de la commune et de ses infrastructures peut être observée sur les différentes représentations cartographiques du territoire : la carte de Cassini (XVIIIe siècle), la carte d'état-major (1820-1866) et les cartes ou photos aériennes de l'IGN pour la période actuelle (1950 à aujourd'hui).

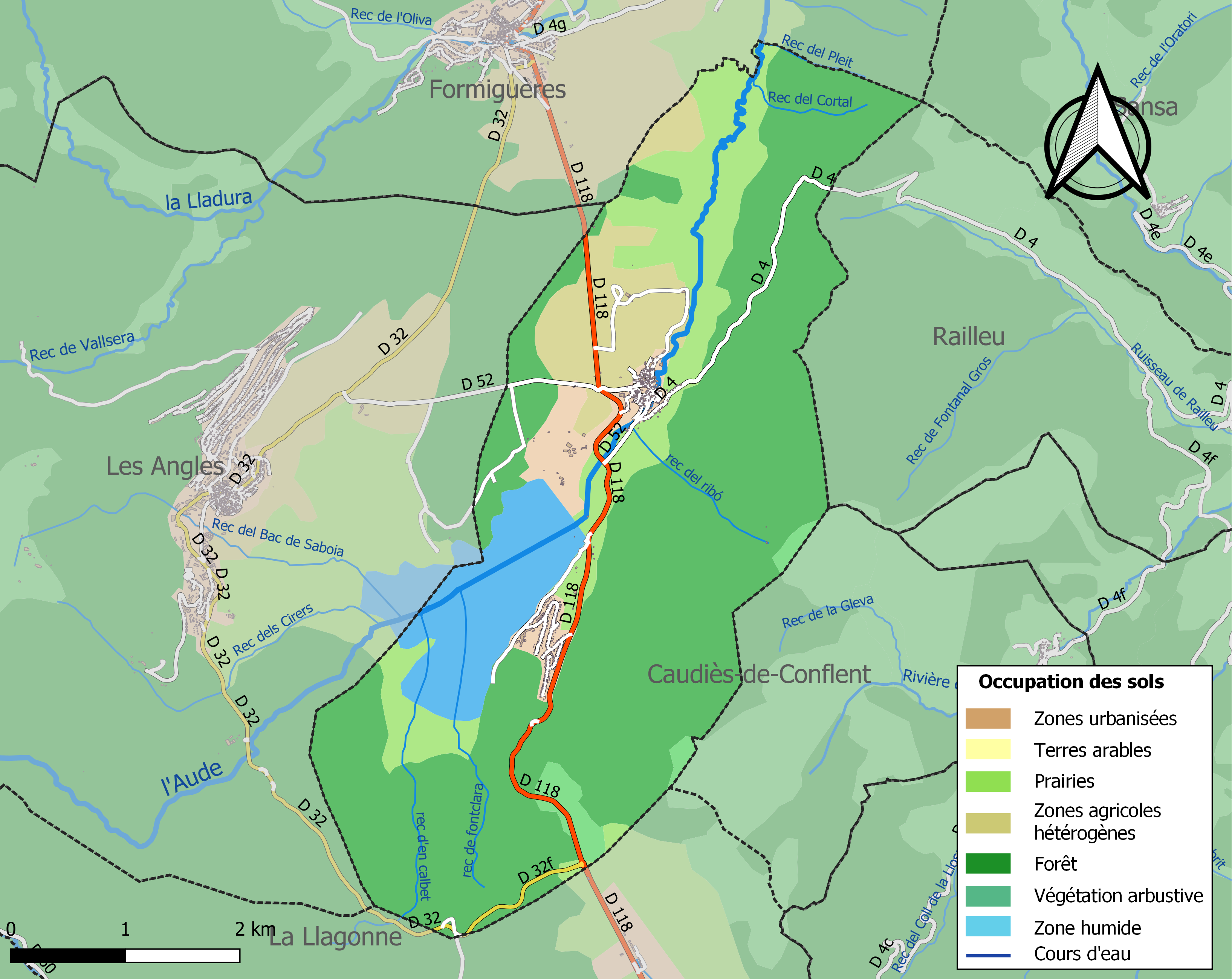
Carte des infrastructures et de l'occupation des sols de la commune en 2018 (CLC).

### Voies de communication et transports
La ligne 561 du réseau régional liO relie la commune à la gare de Perpignan depuis Puyvalador, et la ligne 562 relie la commune à Latour-de-Carol et à Puyvalador.

### Risques majeurs
Le territoire de la commune de Matemale est vulnérable à différents aléas naturels : inondations, climatiques (grand froid ou canicule), feux de forêts, mouvements de terrains et séisme (sismicité moyenne). Il est également exposé à un risque technologique, la rupture d'un barrage, et à un risque particulier, le risque radon,.

#### Risques naturels
Certaines parties du territoire communal sont susceptibles d’être affectées par le risque d’inondation par crue torrentielle de cours d'eau du bassin de l'Aude.
Les mouvements de terrains susceptibles de se produire sur la commune sont soit des mouvements liés au retrait-gonflement des argiles, soit des glissements de terrains, soit des chutes de blocs. Une cartographie nationale de l'aléa retrait-gonflement des argiles permet de connaître les sols argileux ou marneux susceptibles vis-à-vis de ce phénomène.
Ces risques naturels sont pris en compte dans l'aménagement du territoire de la commune par le biais d'un plan de prévention des risques inondations et mouvements de terrains.

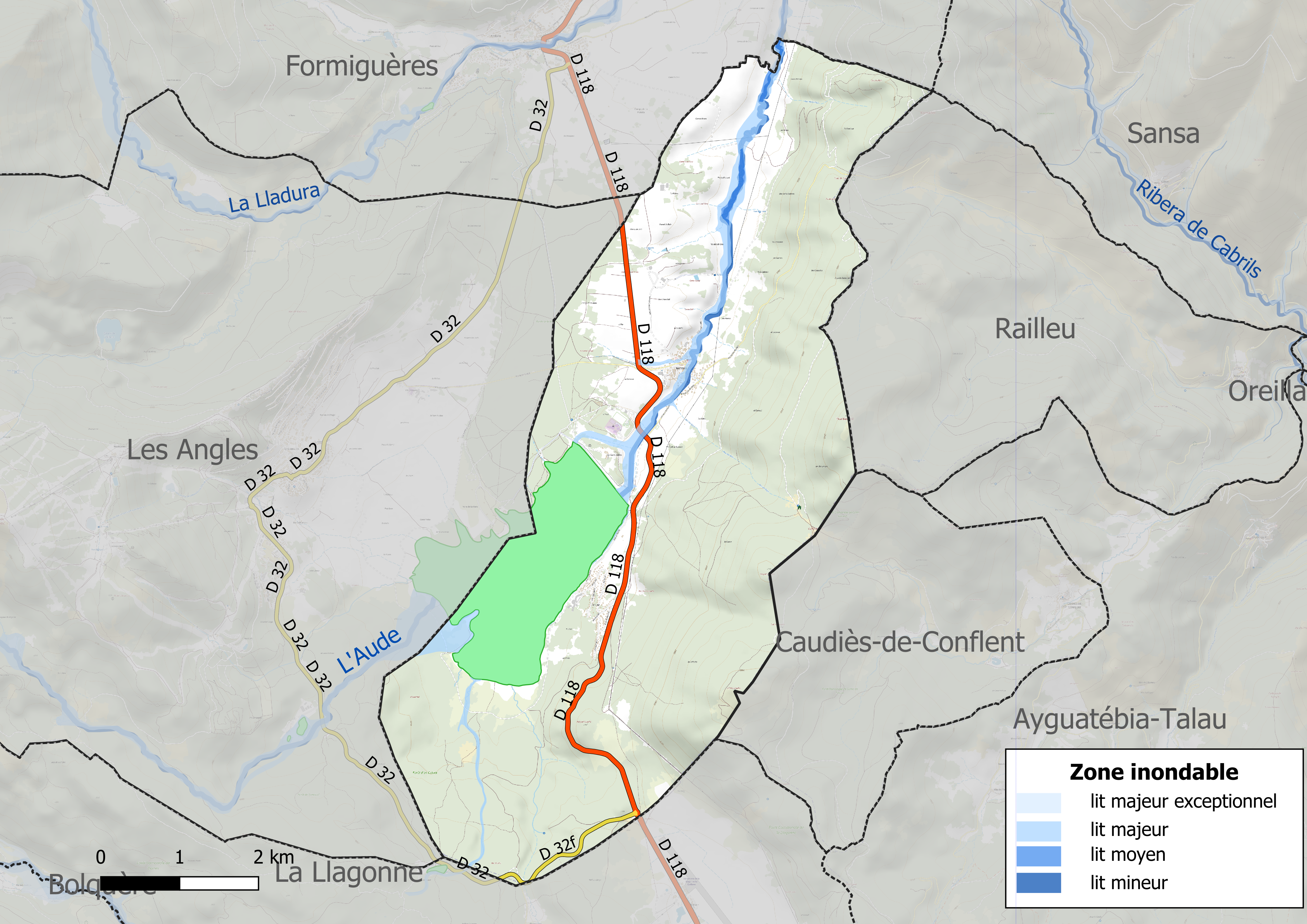
Carte des zones inondables.
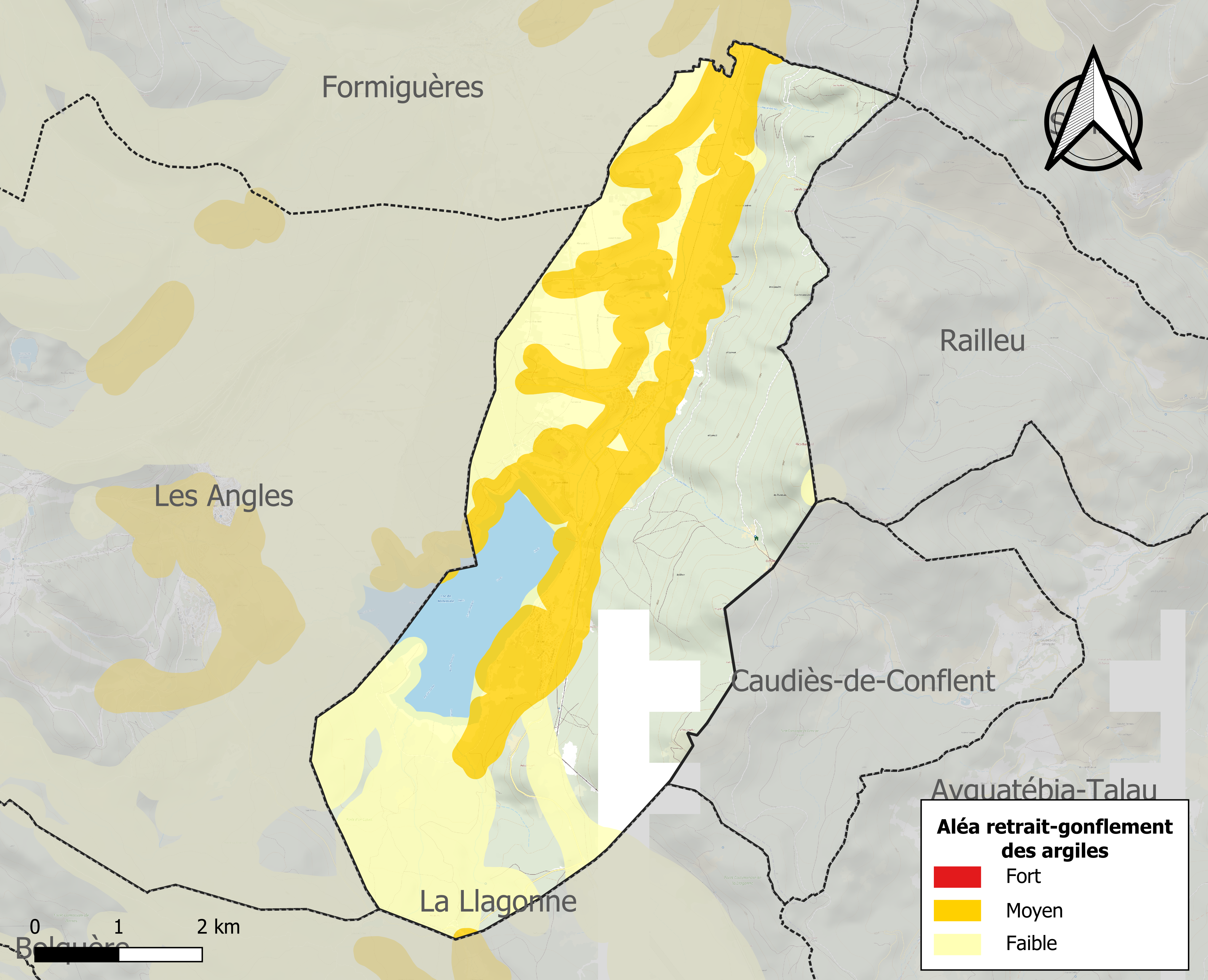
Carte des zones d'aléa retrait-gonflement des argiles.

#### Risques technologiques
Dans le département des Pyrénées-Orientales, on dénombre sept grands barrages susceptibles d’occasionner des dégâts en cas de rupture. La commune fait partie des 66 communes susceptibles d’être touchées par l’onde de submersion consécutive à la rupture d’un de ces barrages, le barrage de Matemale sur l'Aude, un ouvrage de 33,5 m de hauteur construit en 1959.

#### Risque particulier
Dans plusieurs parties du territoire national, le radon, accumulé dans certains logements ou autres locaux, peut constituer une source significative d’exposition de la population aux rayonnements ionisants. Toutes les communes du département sont concernées par le risque radon à un niveau plus ou moins élevé. Selon la classification de 2018, la commune de Matemale est classée en zone 3, à savoir zone à potentiel radon significatif.

## Toponymie
Formes du nom
Le nom Matamala apparaît dès 965 et demeure par la suite sous cette forme, bien que l'on trouve aussi Mathamala en 1358.
En catalan, le nom de la commune est Matamala.
Étymologie
Le terme mata est issu du pré-latin matta, désignant des fourrés de buissons et d'arbustes, avant peut-être de désigner la forêt qui entoure le village, jadis objet d'intérêt des rois d'Aragon puis des rois de France. Malus signifie mauvaise. Le tout qualifie donc un endroit rempli d'une végétation hostile, peut-être remplie de buissons épineux et, éventuellement, de bêtes sauvages. Il existait sans doute deux lieux-dits : Mata Mala et Mata. Le nom Mata est repris pour la forêt de la Matte, forêt plantée par l'homme à l'époque moderne.

## Histoire
En 965, le testament de Sunifred II, comte de Cerdagne lègue Matemale et tous ses hameaux (Matamala, cum villis et villarunculis suis) à l'abbaye Saint-Michel-de-Cuxa. L'abbaye en gardera la jouissance jusqu'à la révolution de 1789.
La Communauté de communes Capcir Haut-Conflent est créée par arrêté préfectoral du 17 décembre 1997 par les communes de Caudiès-de-Conflent, Fontrabiouse-Espousouille, La Llagonne, Matemale et Réal-Odeillo.

## Politique et administration

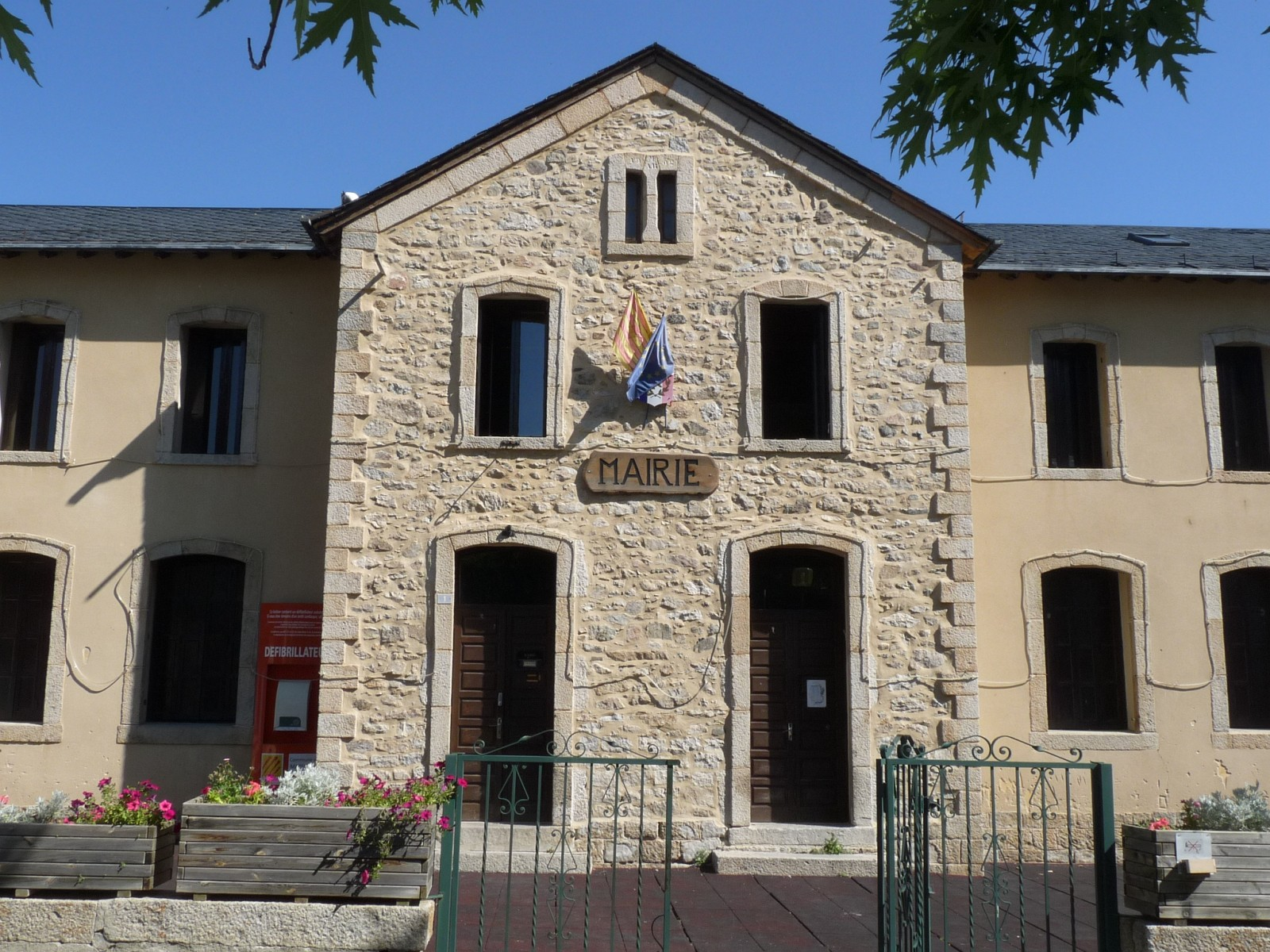
La mairie

### Canton
En 1790, la commune de Matemale est intégrée dans le canton de Formiguères. Celui-ci est dissous en 1801 et Matemale est alors rattachée au canton de Mont-Louis, dont elle fait partie jusqu'en 2015,.
À compter des élections départementales de 2015, la commune est incluse dans le nouveau canton des Pyrénées catalanes.

### Liste des maires
| Période   | Période   | Identité        | Étiquette | Qualité                                                   |
| --------- | --------- | --------------- | --------- | --------------------------------------------------------- |
|           |           |                 |           |                                                           |
| 2008      | mars 2014 | Raymond Trilles | DVG       | conseiller général du canton de Mont-Louis de 1992 à 2004 |
| mars 2014 | En cours  | Michel Garcia   | PS        | Conseiller départemental depuis 2021                      |

## Population et société

### Démographie ancienne
La population est exprimée en nombre de feux (f) ou d'habitants (H).
| 1358 | 1365 | 1378 | 1424 | 1470 | 1515 | 1553 | 1709 | 1720 |
| ---- | ---- | ---- | ---- | ---- | ---- | ---- | ---- | ---- |
| 29 f | 31 f | 19 f | 6 f  | 6 f  | 9 f  | 8 f  | 46 f | 33 f |

| 1767  | 1774 | 1788  | 1789 | - | - | - | - | - |
| ----- | ---- | ----- | ---- | - | - | - | - | - |
| 365 H | 74 f | 368 H | 80 f | - | - | - | - | - |

### Démographie contemporaine
L'évolution du nombre d'habitants est connue à travers les recensements de la population effectués dans la commune depuis 1793. Pour les communes de moins de 10 000 habitants, une enquête de recensement portant sur toute la population est réalisée tous les cinq ans, les populations de référence des années intermédiaires étant quant à elles estimées par interpolation ou extrapolation. Pour la commune, le premier recensement exhaustif entrant dans le cadre du nouveau dispositif a été réalisé en 2006.

En 2022, la commune comptait 279 habitants, en évolution de +5,68 % par rapport à 2016 (Pyrénées-Orientales : +3,92 %, France hors Mayotte : +2,11 %).
| 1793 | 1800 | 1806 | 1821 | 1831 | 1836 | 1841 | 1846 | 1851 |
| ---- | ---- | ---- | ---- | ---- | ---- | ---- | ---- | ---- |
| 415  | 398  | 416  | 457  | 506  | 517  | 479  | 477  | 509  |

| 1856 | 1861 | 1866 | 1872 | 1876 | 1881 | 1886 | 1891 | 1896 |
| ---- | ---- | ---- | ---- | ---- | ---- | ---- | ---- | ---- |
| 473  | 481  | 422  | 439  | 416  | 503  | 435  | 429  | 402  |

| 1901 | 1906 | 1911 | 1921 | 1926 | 1931 | 1936 | 1946 | 1954 |
| ---- | ---- | ---- | ---- | ---- | ---- | ---- | ---- | ---- |
| 408  | 411  | 403  | 315  | 250  | 242  | 226  | 185  | 187  |

| 1962 | 1968 | 1975 | 1982 | 1990 | 1999 | 2006 | 2011 | 2016 |
| ---- | ---- | ---- | ---- | ---- | ---- | ---- | ---- | ---- |
| 176  | 135  | 106  | 151  | 222  | 242  | 290  | 281  | 264  |

| 2021 | 2022 | - | - | - | - | - | - | - |
| ---- | ---- | - | - | - | - | - | - | - |
| 278  | 279  | - | - | - | - | - | - | - |

| selon la population municipale des années : | 1968 | 1975 | 1982 | 1990 | 1999 | 2006 | 2009 | 2013 |
| Rang de la commune dans le département      | 155  | 181  | 132  | 132  | 130  | 130  | 129  | 130  |
| Nombre de communes du département           | 232  | 217  | 220  | 225  | 226  | 226  | 226  | 226  |

### Enseignement
L'école est un regroupement pédagogique intercommunal entre Matemale, Les Angles et Formiguères. Les Angles et Matemale accueillent chacune une école maternelle. Les Angles et Formiguères accueillent chacune une école élémentaire avec le CP et le CE1 pour Les Angles, et du CE2 au CM2 pour Formiguères.
Devant être livré pour septembre 2019, un complexe comprenant une école maternelle, une école primaire, une crèche, un centre de loisirs, une cantine ainsi qu'un gymnase va être construit.
Le secteur du collège est Font-Romeu.

### Manifestations culturelles et festivités
- Fête patronale : 29 juin[61].

### Santé
Les services de santé les plus proches sont sur les communes des Angles ou de Mont-Louis.

### Sports
Ski de fond, randonnée pédestre,

## Économie

### Revenus
En 2018, la commune compte 142 ménages fiscaux, regroupant 300 personnes. La médiane du revenu disponible par unité de consommation est de 20 110 € (19 350 € dans le département).

### Emploi
|                | 2008   | 2013   | 2018   |
| -------------- | ------ | ------ | ------ |
| Commune        | 3,7 %  | 3,4 %  | 7,1 %  |
| Département    | 10,3 % | 12,9 % | 13,3 % |
| France entière | 8,3 %  | 10 %   | 10 %   |

En 2018, la population âgée de 15 à 64 ans s'élève à 175 personnes, parmi lesquelles on compte 82,4 % d'actifs (75,3 % ayant un emploi et 7,1 % de chômeurs) et 17,6 % d'inactifs,. Depuis 2008, le taux de chômage communal (au sens du recensement) des 15-64 ans est inférieur à celui de la France et du département.
La commune est hors attraction des villes,. Elle compte 77 emplois en 2018, contre 95 en 2013 et 99 en 2008. Le nombre d'actifs ayant un emploi résidant dans la commune est de 134, soit un indicateur de concentration d'emploi de 57,4 % et un taux d'activité parmi les 15 ans ou plus de 67,9 %.
Sur ces 134 actifs de 15 ans ou plus ayant un emploi, 57 travaillent dans la commune, soit 42 % des habitants. Pour se rendre au travail, 62,3 % des habitants utilisent un véhicule personnel ou de fonction à quatre roues, 1,5 % les transports en commun, 30,8 % s'y rendent en deux-roues, à vélo ou à pied et 5,4 % n'ont pas besoin de transport (travail au domicile).

### Activités hors agriculture

#### Secteurs d'activités
50 établissements sont implantés  à Matemale au 31 décembre 2019. Le tableau ci-dessous en détaille le nombre par secteur d'activité et compare les ratios avec ceux du département,.
| Secteur d'activité                                                                                        | Commune | Commune | Département |
| Secteur d'activité                                                                                        | Nombre  | %       | %           |
| --- | ------- | ------- | ----------- |
| Ensemble                                                                                                  | 50      |         |             |
| Industrie manufacturière, industries extractives et autres                                                | 4       | 8 %     | (8,7 %)     |
| Construction                                                                                              | 5       | 10 %    | (14,3 %)    |
| Commerce de gros et de détail, transports, hébergement et restauration                                    | 20      | 40 %    | (30,5 %)    |
| Activités immobilières                                                                                    | 2       | 4 %     | (6,2 %)     |
| Activités spécialisées, scientifiques et techniques et activités de services administratifs et de soutien | 8       | 16 %    | (13 %)      |
| Administration publique, enseignement, santé humaine et action sociale                                    | 4       | 8 %     | (13,9 %)    |
| Autres activités de services                                                                              | 7       | 14 %    | (8,5 %)     |

Le secteur du commerce de gros et de détail, des transports, de l'hébergement et de la restauration est prépondérant sur la commune puisqu'il représente 40 % du nombre total d'établissements de la commune (20 sur les 50 entreprises implantées  à Matemale), contre 30,5 % au niveau départemental.

#### Entreprises et commerces
Le bistrot d'Aqui est un bar-restaurant de village.

### Agriculture
|               | 1988 | 2000 | 2010 | 2020 |
| ------------- | ---- | ---- | ---- | ---- |
| Exploitations | 3    | 7    | 4    | 3    |
| SAU (ha)      | 131  | 156  | nd   | 403  |

La commune est dans le Capcir, une petite région agricole située à l'extrême ouest du département des Pyrénées-Orientales. En 2020, l'orientation technico-économique de l'agriculture  sur la commune est l'élevage d'équidés et/ou d' autres herbivores. Trois exploitations agricoles ayant leur siège dans la commune sont dénombrées lors du recensement agricole de 2020 (trois en 1988). La superficie agricole utilisée est de 403 ha,,.

## Culture locale et patrimoine

### Monuments et lieux touristiques
- L'église paroissiale Saint-Pierre.
- Station de sports d'hiver de Matemale.
- Tour de Creu : ancienne tour à signaux.
- La Campanette est un petit campanile classé par les beaux arts situé au centre du village, à côté du foyer communal. La cloche était destinée à informer les habitants du haut village du commencement des offices religieux, du rassemblement des troupeaux pour le pâturage et auparavant des incendies et déclarations de guerre. Dans la petite niche sont logées deux statuettes en bois sculpté représentant saint Barthélémy et saint Jude protégées par un grillage avec des montants en fer forgé.[réf. nécessaire]

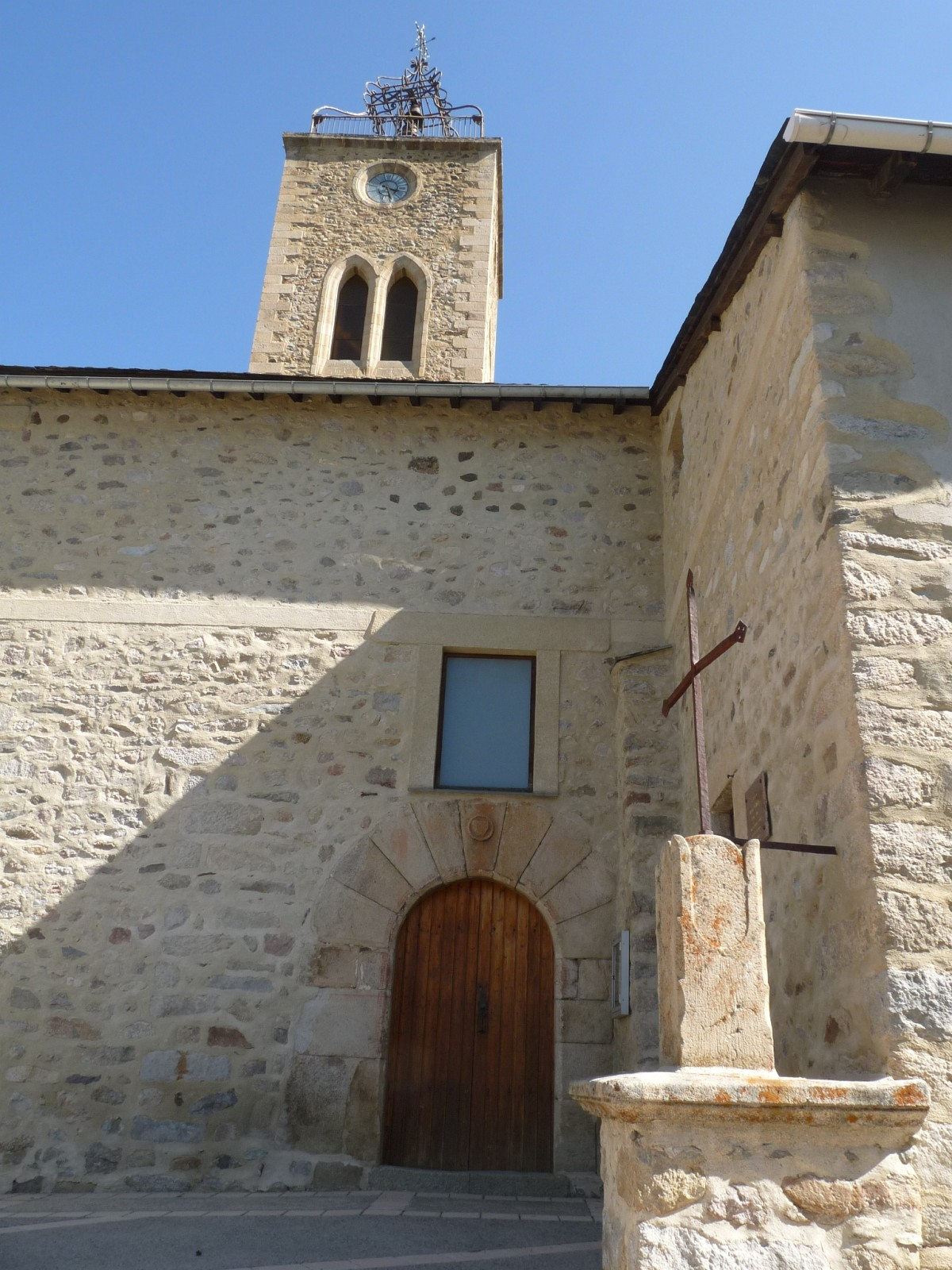
L'église Saint-Pierre de Matemale et la place Henri Vergès
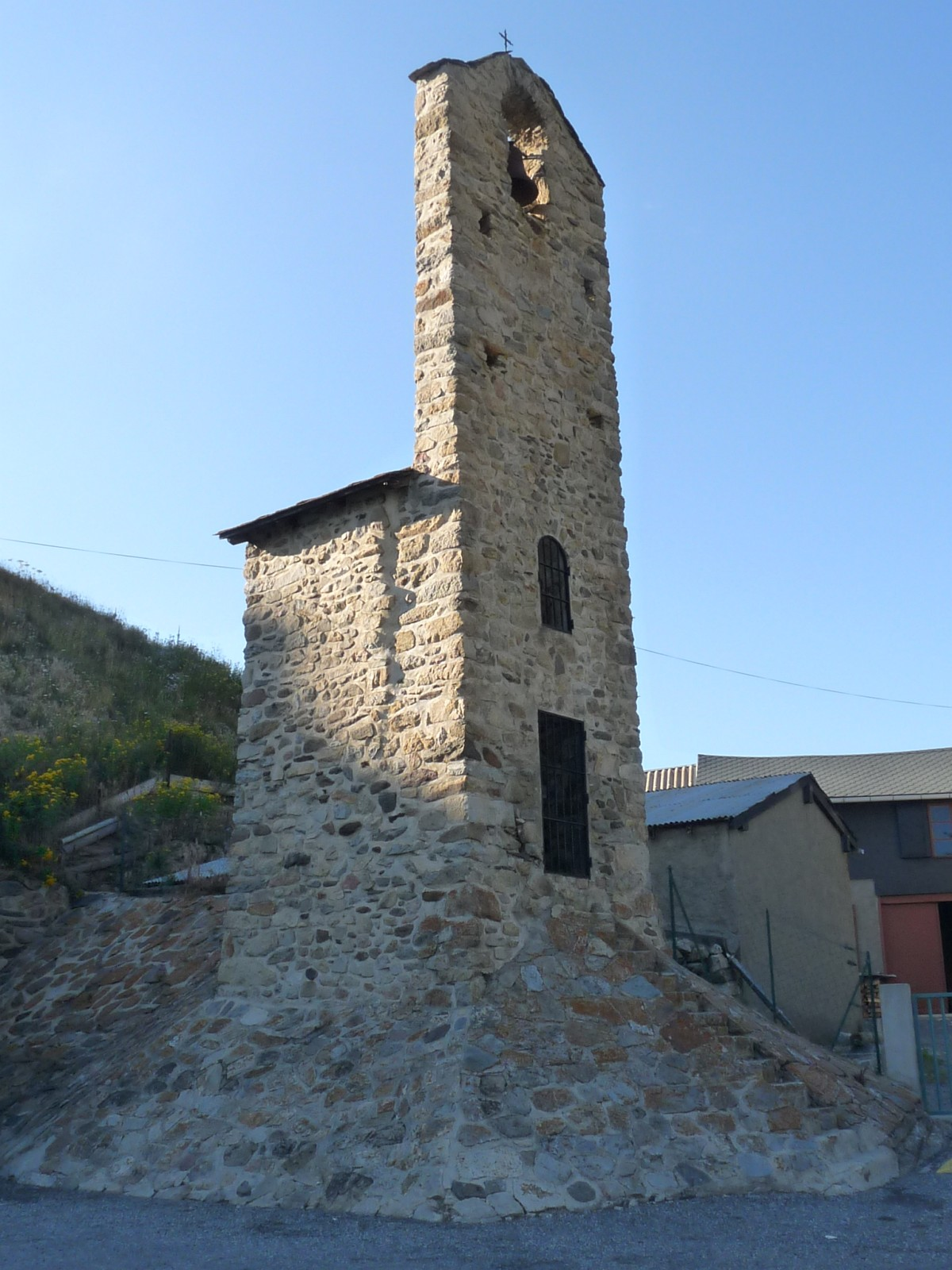
La Campanette
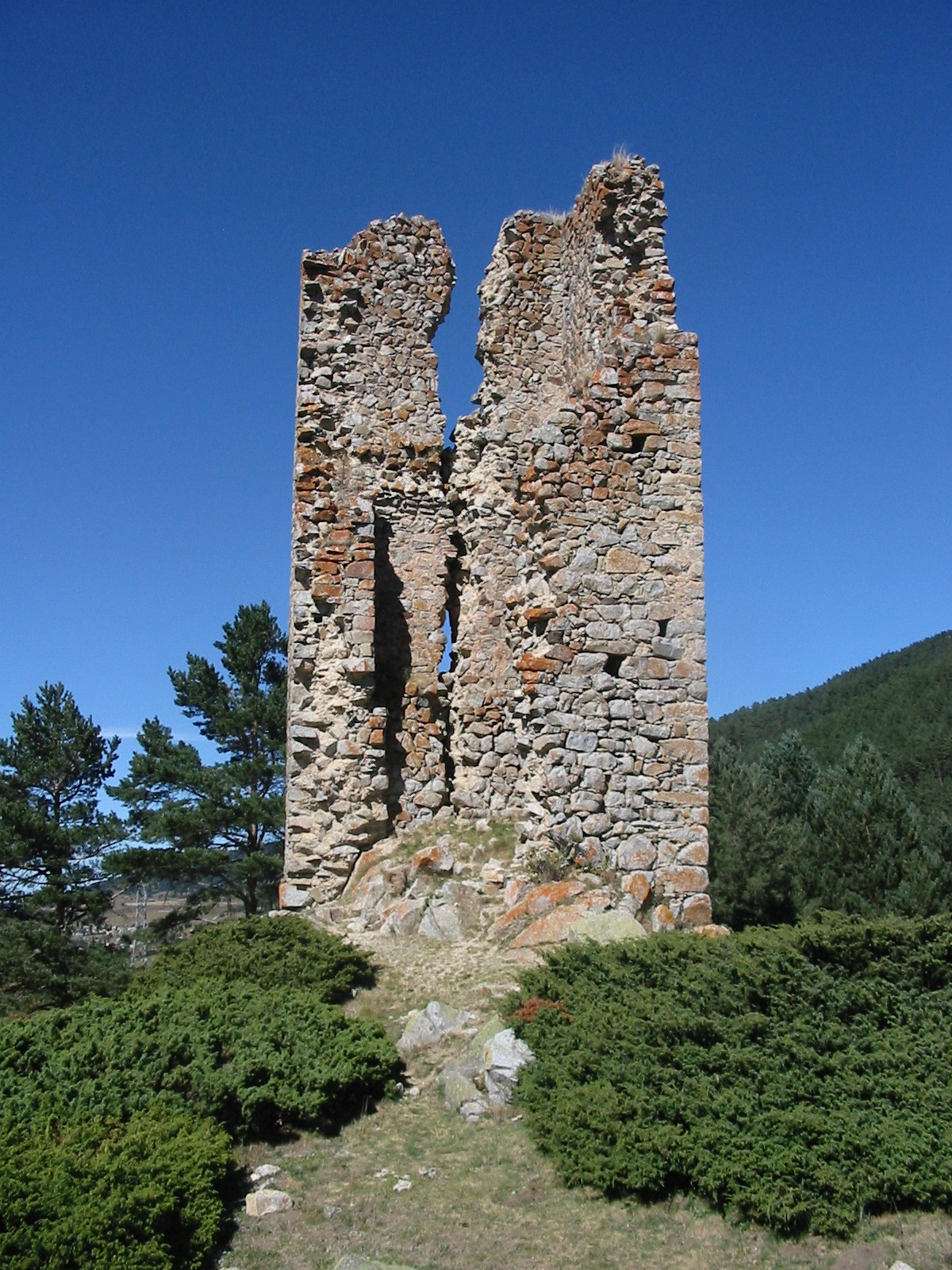
La tour de Creu
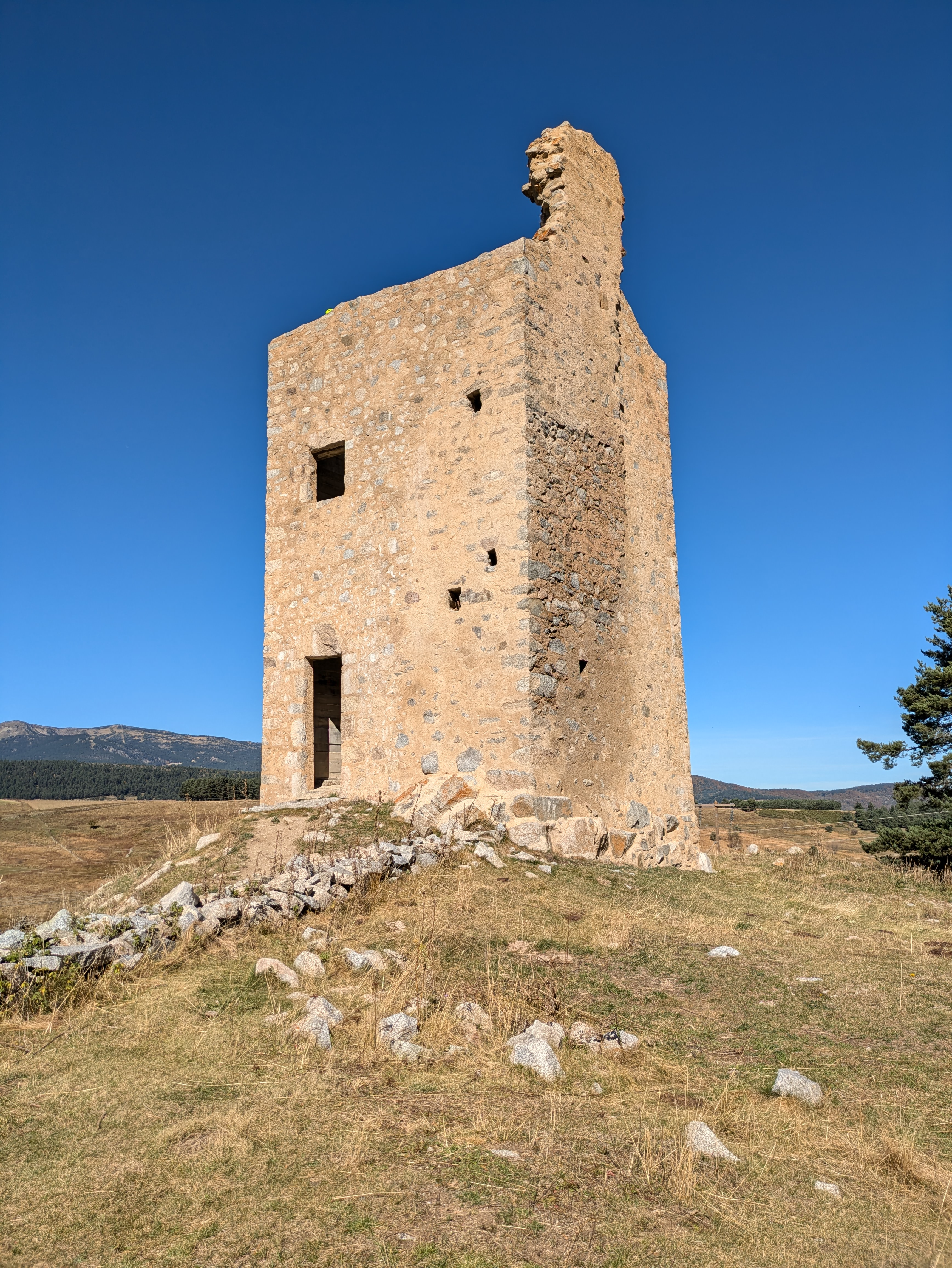
La tour de Creu, après restauration en 2014[66].

### Patrimoine environnemental
- Lac de Matemale
- Forêt de la Matte

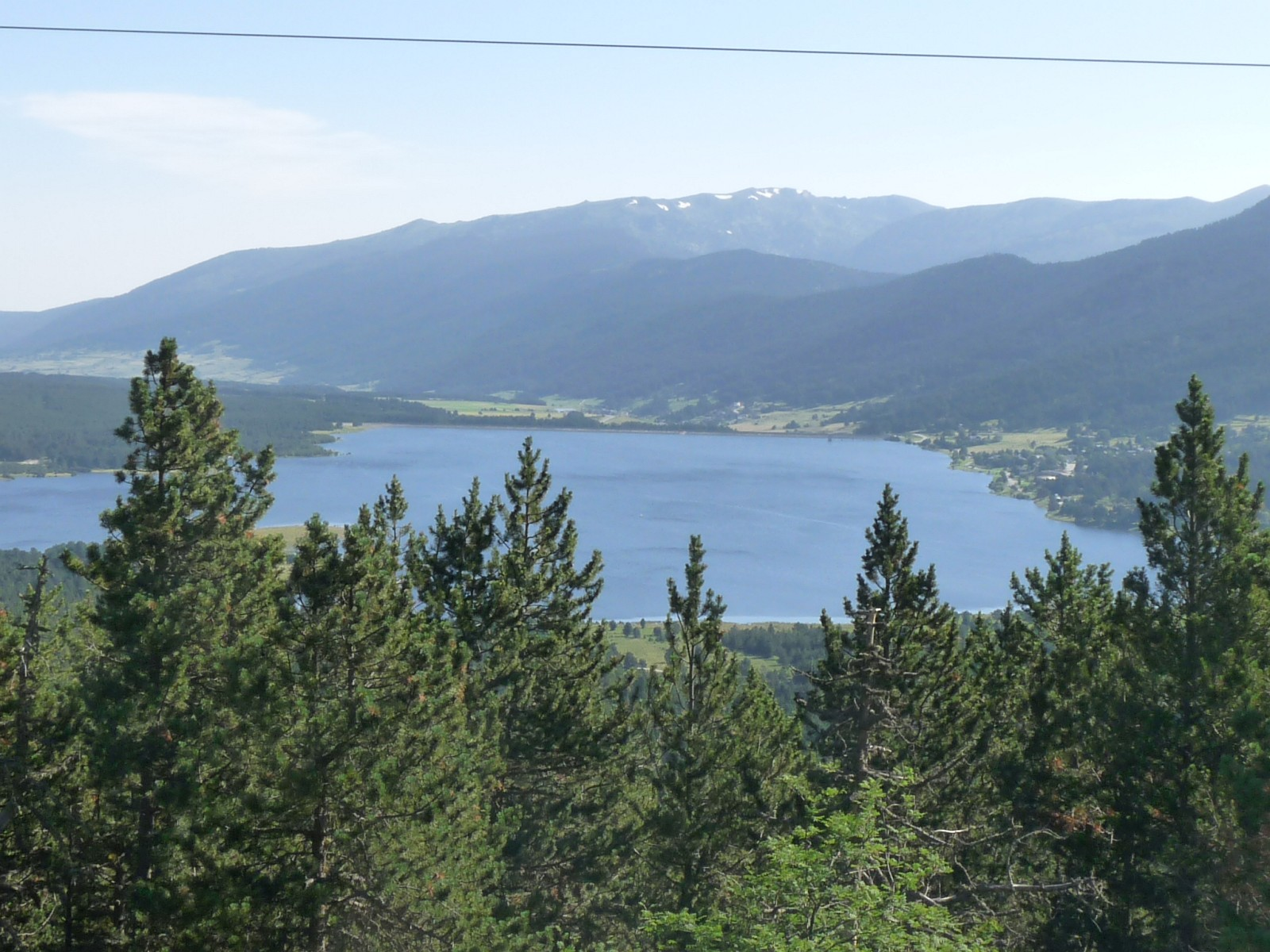
Le lac de Matemale
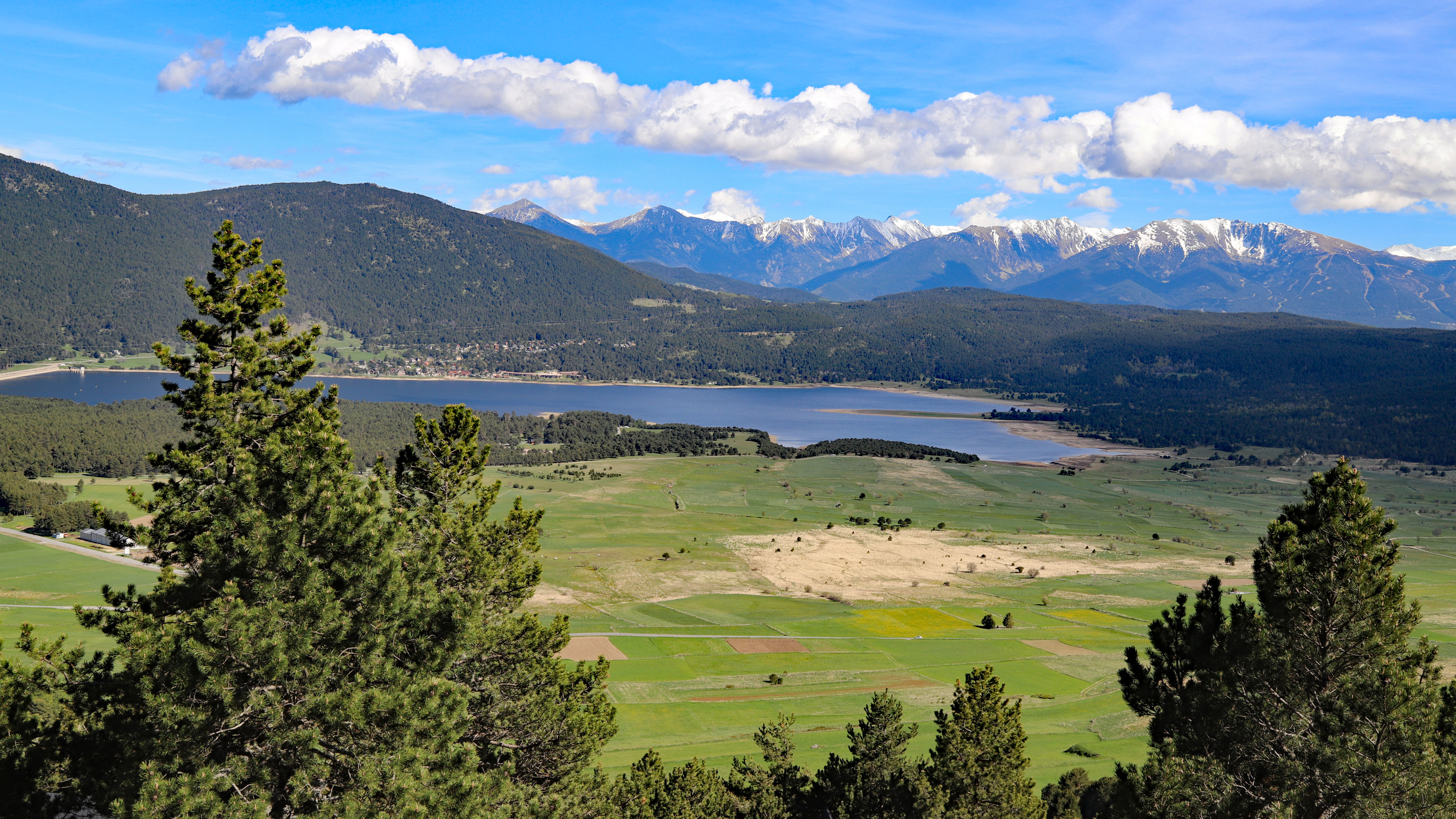
Le lotissement du Lac sur la rive sud.

### Personnalités liées à la commune
- Henri Vergès (1930-1994), religieux catholique né à Matemale et assassiné en Algérie. La place de l'église a été renommée en sa mémoire.
- Amédée Escach (1925) : écrivain régionaliste, auteur-éditeur, né à Matemale[67],[68]
- Martin Fourcade (1988), quintuple champion olympique, né à Céret. Matemale est son lieu de villégiature favori[69].